# Juliomys
Juliomys là một chi động vật có vú trong họ Cricetidae, bộ Gặm nhấm. Chi này được González miêu tả năm 2000. Loài điển hình của chi này là Thomasomys pictipes Osgood, 1933.

## Các loài
Chi này gồm các loài: